# Arthopyreniaceae
Arthopyreniaceae is een familie van de  Ascomyceten. Het typegeslacht is Arthopyrenia.

## Geslachten
Volgens Index Fungorum bestaat de familie uit de volgende geslachten:
- Arthopyrenia
- Athrismidium
- Mycomicrothelia